# کاتیا پاسکاریو
کاتیا پاسکاریو (رومانیایی: Katia Pascariu؛ زاده ۱۵ اوت ۱۹۸۳) بازیگر اهل رومانی بود.
از فیلم‌هایی که وی در آن‌ها نقش داشته است، می‌توان به آن‌سوی تپه‌ها و سکس بدفرجام یا پورن جنون‌آمیز اشاره نمود.